# Yarigua-á
El Cerro Yarigua-á es un montículo y otero situado en el centro norte del Departamento de Paraguarí, República del Paraguay, y en las cercanías del arroyo Caañabé. Su pico es de 325 metros sobre el nivel del mar.
Este cerro se encuentra a doce kilómetros al oeste del cerro Giménez y a seis kilómetros al este del cerro Ybypyté.
Ubicación
25°46′19″S 57°7′15″O / -25.77194, -57.12083
- Datos: Q6169802